# Cournonsec
Cournonsec – miejscowość i gmina we Francji, w regionie Oksytania, w departamencie Hérault.
Według danych na rok 1990 gminę zamieszkiwały 1122 osoby, a gęstość zaludnienia wynosiła 93 osoby/km² (wśród 1545 gmin Langwedocji-Roussillon Cournonsec plasuje się na 307. miejscu pod względem liczby ludności, natomiast pod względem powierzchni na miejscu 646.).